# Die Legende der Drei Caballeros
Die Legende der Drei Caballeros (Originaltitel: Legend of the Three Caballeros) ist eine US-amerikanische Zeichentrickserie. Sie ist ein Ableger der Zeichentrickfilme Drei Caballeros im Sambafieber und Drei Caballeros.

## Handlung
Donald Duck erfährt, dass er von seinem Urgroßvater eine Hütte im Neu Quackmore Institut geerbt hat. Dort trifft er auf den Papagei Jose Carioca und den Hahn Panchito Pistoles. Die drei begeben sich auf die Suche nach einem Schatz. Dabei landen sie in verschiedenen Ländern wie Peru und Mexiko und sogar auf dem Mond.

## Veröffentlichungsgeschichte
Die Erstveröffentlichung der Serie erfolgte am 9. Juni 2018 auf dem philippinischen Streamingdienst DisneyLife. In Deutschland wurde sie erstmals am 24. März 2020 auf Disney+ veröffentlicht. Am 19. September 2020 lief Die Legende der Drei Caballeros auf dem Disney Channel erstmals im deutschen Fernsehen.

## Synchronsprecher
| Rolle               | Englischer Sprecher      | Deutscher Sprecher        |
| ------------------- | ------------------------ | ------------------------- |
| Donald Duck         | Tony Anselmo             | Anita Heilker             |
| Jose Carioca        | Eric Bauza               | Frank Röth                |
| Panchito Pistoles   | Jaime Camil              | Constantin von Jascheroff |
| Ari                 | Dee Bradley Baker        | Mario von Jascheroff      |
| Xandra              | Grey Griffin             | Victoria Sturm            |
| Baron von Knurrgans | Wayne Knight             | Lutz Mackensy             |
| Lord Fedrich        | Kevin Michael Richardson | Lutz Schnell              |
| Daisy Duck          | Tress MacNeille          | Sabine Arnhold            |
| Dicky               | Jessica DiCicco          | Friedel Morgenstern       |
| Dacky               | Jessica DiCicco          | Lydia Morgenstern         |
| Ducky               | Jessica DiCicco          | Daniela Molina            |
| Leopold             | Dee Bradley Baker        |                           |
| Minotaurus          |                          | Marco Kröger              |
| Jupiter             | Kevin Michael Richardson | Jürgen Kluckert           |